# Batalha da Ilha da Veniaga
A Batalha da Ilha da Veniaga ou a Batalha de Sincouwaan (chinês tradicional: 茜草灣之戰, chinês simplificado: 茜草湾之战, pinyin: Qiàncǎo Wān zhī Zhàn) foi uma batalha naval travada em 1522, na Ilha de Lantau, entre a guarda costeira da Dinastia Ming e uma frota portuguesa liderada por Martim Afonso de Melo Coutinho.